# Beck
|  | Per a altres significats, vegeu «Beck (desambiguació)». |

Beck Hansen (nom real Bek David Campbell, Los Angeles, Califòrnia, Estats Units, 8 de juliol de 1970) és un cantant i compositor dels Estats Units, conegut pel nom artístic de Beck. Amb la seva fusió d'estils musicals, lletres iròniques i arranjaments postmoderns amb caixes de ritmes, samplers, instruments en directe i efectes de so, Beck ha estat definit per la crítica i el públic durant la seva carrera com un dels artistes de rock alternatiu més personals.

## Discografia

### Àlbums
- Golden Feelings (1992)
- Mellow gold (1994)
- Stereopathetic soulmanure (1994)
- One Foot in the Grave (1994)
- A Western Harvest Field by Moonlight (1995)
- Odelay (1996)
- Mutations (1998):
- Midnite Vultures (1999)
- Sea Change (2002)
- Guero (2005)
- Guerolito (2005)
- The information (2006)
- Modern guilt (2008)
- Morning phase (2014)
- Colors (2017)
- Hyperspace (2019)

### Recopilacions
- Beck.com B-sides (2001)
- Stray blues: a collection of B-sides (2001, només editat al Japó)

### Senzills
- Deadweight, de la pel·lícula A life less ordinary (1998)

### VídeosiDVDs
- Southlander (2003)
- Free Tibet (VHS: 1999 – DVD: 2000)
- Condo painting (2000)

## Guardons
Premis
- 1997: Grammy al millor àlbum de música alternativa
- 2000: Grammy al millor àlbum de música alternativa
- 2019: Grammy al millor àlbum de música alternativa

Nominiacions
- 2001: Grammy al millor àlbum de música alternativa
- 2003: Grammy al millor àlbum de música alternativa
- 2006: Grammy al millor àlbum de música alternativa